# Перепис населення Латвії (1925)
Перепис населення Латвії (1925) — другий загальний перепис населення в Латвійській Республіці, проведений 1925 року. Згідно з переписом в країні проживало 1 844 805 осіб; з них 1 354 126 осіб (73,40%) були латишами. Населення було переважно християнським (94,57%), панівною конфесією було лютеранство (57,20%).

## Національний склад
За переписом 1925 року в Латвії було зареєстровано 49 національностей. Основну масу населення становили латиші (73,40%). Найбільшою національною меншиною були росіяни (10.50%); їхня кількість зросла порівняно з 1920 роком внаслідок еміграції з Радянської Росії та сусідніх країн. Іншими чисельними національними меншинами, що історично проживали на латвійських землях, були євреї (5,19%), німці (3,85%), поляки (2,77%), білоруси (2,06%), литовці (1,26%). Частка українців була незначною — 0.03%.
| Національність | Осіб      | %     | · Латиші (73.40%) Росіяни (10.50%) Євреї (5.19%) Німці (3.85%) Поляки (2.77%) Білоруси (2.06%) Литовці (1.26%) Естонці (0.43%) Ліви (0.07%) Українці (0.03%) |
| Латиші         | 1 354 126 | 73.40 | · Латиші (73.40%) Росіяни (10.50%) Євреї (5.19%) Німці (3.85%) Поляки (2.77%) Білоруси (2.06%) Литовці (1.26%) Естонці (0.43%) Ліви (0.07%) Українці (0.03%) |
| Росіяни        | 193 648   | 10.50 | · Латиші (73.40%) Росіяни (10.50%) Євреї (5.19%) Німці (3.85%) Поляки (2.77%) Білоруси (2.06%) Литовці (1.26%) Естонці (0.43%) Ліви (0.07%) Українці (0.03%) |
| Євреї          | 95 675    | 5.19  | · Латиші (73.40%) Росіяни (10.50%) Євреї (5.19%) Німці (3.85%) Поляки (2.77%) Білоруси (2.06%) Литовці (1.26%) Естонці (0.43%) Ліви (0.07%) Українці (0.03%) |
| Німці          | 70 964    | 3.85  | · Латиші (73.40%) Росіяни (10.50%) Євреї (5.19%) Німці (3.85%) Поляки (2.77%) Білоруси (2.06%) Литовці (1.26%) Естонці (0.43%) Ліви (0.07%) Українці (0.03%) |
| Поляки         | 51 143    | 2.77  | · Латиші (73.40%) Росіяни (10.50%) Євреї (5.19%) Німці (3.85%) Поляки (2.77%) Білоруси (2.06%) Литовці (1.26%) Естонці (0.43%) Ліви (0.07%) Українці (0.03%) |
| Білоруси       | 38 010    | 2.06  | · Латиші (73.40%) Росіяни (10.50%) Євреї (5.19%) Німці (3.85%) Поляки (2.77%) Білоруси (2.06%) Литовці (1.26%) Естонці (0.43%) Ліви (0.07%) Українці (0.03%) |
| Литовці        | 23 192    | 1.26  | · Латиші (73.40%) Росіяни (10.50%) Євреї (5.19%) Німці (3.85%) Поляки (2.77%) Білоруси (2.06%) Литовці (1.26%) Естонці (0.43%) Ліви (0.07%) Українці (0.03%) |
| Естонці        | 7893      | 0.43  | · Латиші (73.40%) Росіяни (10.50%) Євреї (5.19%) Німці (3.85%) Поляки (2.77%) Білоруси (2.06%) Литовці (1.26%) Естонці (0.43%) Ліви (0.07%) Українці (0.03%) |
| Цигани         | 2870      | 0.16  | · Латиші (73.40%) Росіяни (10.50%) Євреї (5.19%) Німці (3.85%) Поляки (2.77%) Білоруси (2.06%) Литовці (1.26%) Естонці (0.43%) Ліви (0.07%) Українці (0.03%) |
| Ліви           | 1268      | 0.07  | · Латиші (73.40%) Росіяни (10.50%) Євреї (5.19%) Німці (3.85%) Поляки (2.77%) Білоруси (2.06%) Литовці (1.26%) Естонці (0.43%) Ліви (0.07%) Українці (0.03%) |
| Українці       | 512       | 0.03  | · Латиші (73.40%) Росіяни (10.50%) Євреї (5.19%) Німці (3.85%) Поляки (2.77%) Білоруси (2.06%) Литовці (1.26%) Естонці (0.43%) Ліви (0.07%) Українці (0.03%) |
| Британці       | 497       | 0.03  | · Латиші (73.40%) Росіяни (10.50%) Євреї (5.19%) Німці (3.85%) Поляки (2.77%) Білоруси (2.06%) Литовці (1.26%) Естонці (0.43%) Ліви (0.07%) Українці (0.03%) |
| Шведи          | 451       | 0.02  | · Латиші (73.40%) Росіяни (10.50%) Євреї (5.19%) Німці (3.85%) Поляки (2.77%) Білоруси (2.06%) Литовці (1.26%) Естонці (0.43%) Ліви (0.07%) Українці (0.03%) |
| Данці          | 409       | 0.02  | · Латиші (73.40%) Росіяни (10.50%) Євреї (5.19%) Німці (3.85%) Поляки (2.77%) Білоруси (2.06%) Литовці (1.26%) Естонці (0.43%) Ліви (0.07%) Українці (0.03%) |
| Чехи і словаки | 216       | 0.01  | |
| Французи       | 214       | 0.01  | |
| Фіни           | 161       | 0.01  | |
| Норвежці       | 100       | 0.01  | |
| Голландці      | 81        | 0.00  | |
| Татари         | 72        | 0.00  | |
| Греки          | 72        | 0.00  | |
| Вірмени        | 58        | 0.00  | |
| Італійці       | 54        | 0.00  | |
| Угорці         | 50        | 0.00  | |
| Грузини        | 34        | 0.00  | |
| Турки          | 24        | 0.00  | |
| Румуни         | 10        | 0.00  | |
| Серби          | 7         | 0.00  | |
| Болгари        | 7         | 0.00  | |
| Перси          | 7         | 0.00  | |
| Японці         | 6         | 0.00  | |
| Іспанці        | 5         | 0.00  | |
| Осетини        | 5         | 0.00  | |
| Ірландці       | 2         | 0.00  | |
| Китайці        | 2         | 0.00  | |
| Невідомо       | 2542      | 0.14  | |
| Загалом        | 1 844 805 | 100   | |

## Релігійний склад
За переписом 1925 року Латвія була переважно християнською країною. 94,57% населення становили християни. Найбільшими конфесіями були лютеранство (57,20%) та католицизм (31,67%). Серед нехристиянських релігій найбільше послідовників мав юдаїзм (5,19%).
| Конфесія         | Віряни    | %     | · Лютерани (57.20%) Римо-католики (22.59%) Греко-католики (9.08%) Юдеї (5.19%) Старообрядці (4.84%) |
| Лютерани         | 1 055 167 | 57.20 | · Лютерани (57.20%) Римо-католики (22.59%) Греко-католики (9.08%) Юдеї (5.19%) Старообрядці (4.84%) |
| Римо-католики    | 416 769   | 22.59 | · Лютерани (57.20%) Римо-католики (22.59%) Греко-католики (9.08%) Юдеї (5.19%) Старообрядці (4.84%) |
| Греко-католики   | 167 538   | 9.08  | · Лютерани (57.20%) Римо-католики (22.59%) Греко-католики (9.08%) Юдеї (5.19%) Старообрядці (4.84%) |
| Юдеї             | 95 733    | 5.19  | · Лютерани (57.20%) Римо-католики (22.59%) Греко-католики (9.08%) Юдеї (5.19%) Старообрядці (4.84%) |
| Старообрядці     | 89 239    | 4.84  | · Лютерани (57.20%) Римо-католики (22.59%) Греко-католики (9.08%) Юдеї (5.19%) Старообрядці (4.84%) |
| Інші протестанти | 15 652    | 0.85  | · Лютерани (57.20%) Римо-католики (22.59%) Греко-католики (9.08%) Юдеї (5.19%) Старообрядці (4.84%) |
| Інші християни   | 166       | 0.01  | · Лютерани (57.20%) Римо-католики (22.59%) Греко-католики (9.08%) Юдеї (5.19%) Старообрядці (4.84%) |
| Інші нехристияни | 175       | 0.01  | · Лютерани (57.20%) Римо-католики (22.59%) Греко-католики (9.08%) Юдеї (5.19%) Старообрядці (4.84%) |
| Не визначилися   | 4366      | 0.24  | · Лютерани (57.20%) Римо-католики (22.59%) Греко-католики (9.08%) Юдеї (5.19%) Старообрядці (4.84%) |
| Загалом          | 1 844 805 | 100   | · Лютерани (57.20%) Римо-католики (22.59%) Греко-католики (9.08%) Юдеї (5.19%) Старообрядці (4.84%) |